# Walter Hugo Khouri
Pour les articles homonymes, voir Khouri.
Walter Hugo Khouri (né le 21 octobre 1929 à Sao Paulo et mort le 27 juin 2003) est un réalisateur brésilien, auteur de plus de vingt-cinq films.

## Biographie
Walter Hugo Khouri, issu d'une famille d'origine libanaise et italienne, est né à São Paulo.
Après des études de philosophie, il commence une carrière littéraire, puis se tourne vers le cinéma. Il est influencé par Fritz Lang, Orson Welles et Ingmar Bergman.
Il présente ses films Les Jeux de la nuit (Noite Vazia) au festival de Cannes 1965 et Le Palais des anges (O Palacio Dos Anjos) au festival de Cannes 1970.

## Filmographie
- 1953 : O Gigante de Pedra
- 1958 : Estranho Encontro (pt)
- 1959 : Frontieras do inferno
- 1960 : Na Garganta do diablo
- 1963 : A Ilha (pt)
- 1964 : Les Jeux de la nuit (Noite Vazia)
- 1966 : Corps ardents (pt) (O Corpo Ardente)
- 1968 : As Amorosas (pt)
- 1970 : Le Palais des anges (O Palácio dos Anjos)
- 1972 : As Deusas (pt)
- 1973 : O Último Êxtase (pt)
- 1974 : O Anjo da Noite (pt)
- 1975 : O Desejo (pt)
- 1977 : Paixão e Sombras (pt)
- 1978 : O Prisioneiro do Sexo (pt)
- 1978 : As Filhas do Fogo (pt)
- 1980 : O Convite ao Prazer (pt)
- 1981 : Eros, O Deus do Amor (pt)
- 1982 : Amor Estranho Amor (pt)
- 1984 : Amor Voraz (pt)
- 1987 : Eu (pt)
- 1991 : Per sempre (it)
- 1999 : Paixão Perdida (pt)
- 2001 : As Feras (pt)

## Distinctions
En 1973, As Deusas est récompensé par la São Paulo Association of Art Critics Awards.
En 1975, il reçoit le prix du meilleur réalisateur au Gramado Film Festival pour O Anjo da Noite
Walter Hugo Khouri reçoit l'Ordem do Mérito Cultural (Ordre du Mérite culturel) en 1998.